# Sebastián Vignolo
Sebastián Vignolo (San Francisco, Córdoba, 18 de julio de 1975), también conocido como Pollo Vignolo, es un periodista deportivo, relator y presentador de televisión argentino. Actualmente conduce las ediciones ESPN F90 y Equipo F por ESPN, además de relatar la Primera División de Argentina por ESPN Premium desde 2017. También es conductor de Pasión por el fútbol en Canal 13.
Como relator, ha estado presente en las Copas del Mundo a partir de Francia 1998, trabajando para la televisión abierta.

## Biografía
Vignolo jugó en las inferiores de Argentinos Juniors, Vélez Sarsfield y en selecciones nacionales juveniles.

## Carrera

### Televisión
Su primera experiencia en televisión fue en el programa La red deportiva para el canal estatal ATC). Luego pasó a Canal 9, donde condujo junto a «Quique» Wolff Eurogol, programa de goles del fútbol europeo. En ese mismo canal, también participaba en la segunda edición de Azul Noticias junto a Claudio Rígoli y Cristina Pérez. Desde el periodo de 2000-2002 fue relator de Panamerican Sports Network. Tras su paso por dicha desaparecida cadena, Vignolo llegó a Central Fox. Ya en Fox, a partir del año 2005 hasta el 2006 fue coconductor en el programa Fútbol para todos, junto a Fernando Carlos, Germán Paoloski y Walter Queijeiro. También trabajó como relator principal en el programa extinto Fútbol para Todos desde junio del 2014 hasta junio de 2017, cuando finaliza dicho programa.
Actualmente es el conductor de los programas ESPN F90, por ESPN y Pasión por el fútbol, por eltrece. En PSN, Fox Sports e ESPN, ha relatado la Copa Libertadores de América y la Liga Profesional de Fútbol.

### Radio
Comenzó en una radio FM ubicada en la ciudad de Caseros relatando a Estudiantes (BA). Luego de enviarle una grabación con una transmisión suya al periodista Héctor Caldiero (relator de fútbol identificado con Boca Juniors) para radio La Red AM 910 relató el Campeonato Sudamericano Sub-20 y el Mundial Sub-20 de 1997 en Malasia en el cual la Argentina se consagró campeón. Relató durante más de 10 años las transmisiones deportivas de dicha radio. Además relató en 2021 los partidos de Copa América para el programa La Oral Deportiva de Radio Rivadavia junto al destacado periodista Enrique Macaya Márquez.

## Coberturas

### Copa Mundial de la FIFA
- Copa Mundial de la FIFA 1998,[4]
- Copa Mundial de la FIFA 2002,[4] por radio
- Copa Mundial de la FIFA 2006,[5] por Canal Trece
- Copa Mundial de la FIFA 2010,[6] por Telefe
- Copa Mundial de la FIFA 2014,[7] por Fútbol Para Todos
- Copa Mundial de la FIFA 2018,[8] por Televisión Pública Argentina
- Copa Mundial de la FIFA 2022,[9] por DSports Radio

### Copa América
- Copa América 2007, por Canal Trece
- Copa América 2011,[10] por Telefe
- Copa América 2015,[11] por TV Pública
- Copa América 2019,[12] por TV Pública

### Torneos del fútbol argentino
- Primera División de Argentina, por TyC Sports y TyC Max (1999-2009); por Fútbol Para Todos (2014-2015);[13] por eltrece (2016-2017);[14] por Fox Sports Premium (2017-2022); por ESPN Premium (2022-presente)
- Copa Argentina, por eltrece (2016)[15]
- Supercopa Argentina, por eltrece (2016-2017);[16] por Fox Sports Premium (2018-2019); por ESPN Premium (2022-presente)

### Torneos de la Conmebol
- Copa Libertadores, por PSN (2000-2001); por Fox Sports (2002-2010; 2016); por El Trece (2007-2009); por Telefe (2011); por TV Pública (2015); por ESPN (2020-presente)
- Copa Sudamericana, por Fox Sports (2004-2007; 2009; 2014; 2016-2018); por Canal Trece (2008); por TV Pública (2014); por ESPN (2020-presente)

### Copas Intercontinentales
- Copa Intercontinental 2000
- Copa Intercontinental 2001
- Copa Intercontinental 2003, por Canal Trece[17]

### Otras
- Copa Mundial Sub-17 FIFA 1999[18]
- Copa de Campeones Conmebol-UEFA 2022, por ESPN[19]
- Copa Mundial de Clubes de la FIFA 2025, por Disney+[20]

## Programas
- Fútbol para Todos (2005-2006)
- 90 Minutos de Fútbol (2007-2020)
- Fox Sports Radio (2014-2019)
- La Tarde del Mundial (2018)
- ESPN F90 (2020-presente)
- ESPN Equipo F (2021-2023)
- Pasión por el Fútbol (2017-presente)